# Aegiochus plebeius
Aegiochus plebeius is een pissebed uit de familie Aegidae. De wetenschappelijke naam van de soort werd in 1897 gepubliceerd door Hansen.